# MNC-Lumumba
Mouvement National Congolais-Lumumba är ett politiskt parti i Kongo-Kinshasa, sprunget ur självständighetsrörelsen MNC som grundades 1958 i dåvarande Belgiska Kongo.
I samband med att landet blev självständigt hölls allmänna val. Partiet vann parlamentsvalet i maj 1960 och vid självständigheten i juni månad blev partiledaren Patrice Lumumba landets förste premiärminister. Han störtades året därpå i en kupp och partiet förklarades senare olagligt av landets nye ledare Joseph Mobutu. Mobutu utlämnade Lumumba till utbrytarrepubliken Katanga, där han arkebuserades.
Sedan 1992 är Patrice Lumumbas äldste son, François Lumumba, partiledare.